# 嘉林省
嘉林省（越南语：／）是越南北部短暂存在的一个省份，1950年由越南國政府設立，主要包括今天的北寧省南部和河內市嘉林縣、龍編郡。

## 地理
嘉林省北接北寧省，西接河東省，南接興安省，東接海陽省。

## 歷史
嘉林省原屬北寧省。1950年1月，越南國政府以北寧省在天德江南岸5郡和興安省2郡、海陽省1郡析設嘉林省，省蒞設於嘉林庯。
1954年，日內瓦會議達成協議，越南民主共和國政府接管嘉林省地區，仍將嘉林省併入北寧省。而越南國和越南共和國則使用嘉林省至1975年政權覆滅。

## 行政區劃
嘉林省下轄8郡。
- 嘉林郡
- 文江郡
- 良才郡
- 嘉平郡
- 順成郡
- 文林郡
- 美豪郡
- 錦江郡